# Alfonso Senior Quevedo
Alfonso Senior Quevedo (Barranquilla, 2 de noviembre de 1912-Bogotá, 25 de enero de 2004) fue un empresario y dirigente deportivo colombiano. 
El 18 de junio de 1946 Alfonso Senior Quevedo fue elegido presidente de Millonarios, convirtiéndose en el primero y siendo además uno de los fundadores oficiales del club. Más tarde también sería Presidente Honorario. Su nombre es asociado a la época de El Dorado del balompié colombiano por haber traído a jugadores argentinos de gran renombre al país (Alfredo Di Stéfano, Adolfo Pedernera y Néstor Rául Rossi, entre otros) por lo cual fue criticado debido a los elevados salarios pagados a estos jugadores.
Además fue elegido el dirigente deportivo más importante del siglo XX. Fundador de la Dimayor, cofundador de Fenalco, de Aciba y de otras importantes entidades colombianas. Condecorado por el presidente Andrés Pastrana, así como por el Senado de Colombia y por el gobierno del Perú.
Comandó durante más de veinte años la Federación Colombiana de Fútbol y entre 1970 y 1986 fue miembro del Comité Ejecutivo de la FIFA, tras lo cual fue nombrado Miembro de Honor. Durante su mandato, ocupó el cargo de Presidente de la Comisión del Estatuto del Jugador y fue miembro de las comisiones técnicas de la Copa Mundial y del Campeonato Mundial Juvenil de la FIFA. Uno de sus mayores logros fue conseguir para Colombia la sede de la Copa Mundial de fútbol de 1986, campeonato al que Colombia renunció y que finalmente se disputó en México.

## En el fútbol

### Trayectoria
| Club/Entidad                    | Liga                           | Tiempo                | Rol(es)                                    |
| Amateur                         | Amateur                        | Amateur               | Amateur                                    |
| ------------------------------- | ------------------------------ | --------------------- | ------------------------------------------ |
| Barcelona de Barranquilla       | Liga de fútbol del Atlántico   | ?                     | Jugador                                    |
| Deportes Caldas de Barranquilla | Liga de fútbol del Atlántico   | ?                     | Jugador                                    |
| Club Deportivo Municipal CM     | Liga de fútbol de Cundinamarca | 1941-1946             | Presidente                                 |
| Profesionalismo                 |                                |                       |                                            |
| Millonarios                     | Primera División de Colombia   | 1946-2004             | Fundador y dos veces presidente            |
| Dimayor                         | N.A.                           | 1948-2004             | Cofundador y presidente en una oportunidad |
| Federación Colombiana de Fútbol | N.A.                           | 1964-1971 y 1975-1982 | Presidente                                 |
| Comité Ejecutivo de la FIFA     | N.A.                           | 1970-1986             | Representante por Conmebol                 |

### Logros y distinciones
- Fundador del equipo Millonarios con el que celebró 13 títulos de la primera división colombiana. En la década de los años 50 el club llegó a ser reconocido como el mejor equipo del mundo siendo denominados como el "Ballet Azul" y la época "El Dorado".
- Cofundador de la Dimayor junto con otros 9 presidentes de otros clubes.
- Senior fue el principal impulsor para que el mundial de 1986 fuera realizado en Colombia pero ante la negativa de los políticos de la época este se tuvo que trasladar a México.

"Colombia es un país enano al que no le quedan bien las cosas grandes. Y la empresa de realizar el Mundial es un compromiso grande. Yo quería para Colombia algo de ese porte, y Colombia me falló".
Alfonso Senior Quevedo al expresidente de la República de Colombia, Belisario Betancur.

### Estadísticas de Millonarios bajo su mandato
- Notas:
  - Senior llegó al actual Millonarios cuando este se denominaba Club Deportivo Municipal CM en el año 1941.
  - Senior fue el principal inversionista de Millonarios desde su fundación en 1946 hasta 1981; a partir de 1982 y hasta su fallecimiento en 2004 continuó siendo inversionista pero en un porcentaje muy minoritario. Sus descendientes heredaron el 5% del club, tras su refundación en 2011 tienen un porcentaje menor al 1%.
  - Senior además de ser inversionista también fue presidente del equipo entre junio de 1946 hasta mayo de 1957 luego tendría un segundo período entre marzo de 1967 hasta enero de 1969.

| Periodo             | Periodo             | Partidos | Partidos | Partidos | Partidos | Partidos | Partidos | Partidos | Partidos |
| Desde               | Hasta               | PJ       | PG       | PE       | PP       | GF       | GC       | GD       | %        |
| ------------------- | ------------------- | -------- | -------- | -------- | -------- | -------- | -------- | -------- | -------- |
| 18 de junio de 1946 | 25 de enero de 2004 | 2760     | 1261     | 784      | 715      | 4558     | 3221     | +1337    | 66.41%   |

#### Sumatorio general[12]
| 1948                                      | 18                                        | 9                                         | 1                                         | 8                                         | ―                                         | ―                                         | ―                                         | ―                                         | ―                                         | ―                                         | ―                                         | ―                                         | 18                                        | 9                                         | 1   | 8   | 51.85% | 58   | 45   | +13   |     |      |
| 1949                                      | 28                                        | 22                                        | 4                                         | 2                                         | ―                                         | ―                                         | ―                                         | ―                                         | ―                                         | ―                                         | ―                                         | ―                                         | 28                                        | 22                                        | 4   | 2   | 83.33% | 103  | 37   | +66   |     |      |
| Estadística consolidada en los años 40.   | 46                                        | 31                                        | 5                                         | 10                                        | 0                                         | 0                                         | 0                                         | 0                                         | 0                                         | 0                                         | 0                                         | 0                                         | 46                                        | 31                                        | 5   | 10  | 71.01% | 161  | 82   | +79   |     |      |
| 1950                                      | 30                                        | 17                                        | 9                                         | 4                                         | ―                                         | ―                                         | ―                                         | ―                                         | ―                                         | ―                                         | ―                                         | ―                                         | 30                                        | 17                                        | 9   | 4   |        | 68   | 41   | +27   |     |      |
| 1951                                      | 34                                        | 28                                        | 4                                         | 2                                         | 2                                         | 1                                         | 0                                         | 1                                         | ―                                         | ―                                         | ―                                         | ―                                         | 36                                        | 29                                        | 4   | 3   |        | 100  | 32   | +68   |     |      |
| 1952                                      | 28                                        | 20                                        | 6                                         | 2                                         | 8                                         | 7                                         | 0                                         | 1                                         | ―                                         | ―                                         | ―                                         | ―                                         | 36                                        | 27                                        | 6   | 3   |        | 91   | 19   | +72   |     |      |
| 1953                                      | 22                                        | 14                                        | 7                                         | 1                                         | ―                                         | ―                                         | ―                                         | ―                                         | ―                                         | ―                                         | ―                                         | ―                                         | 22                                        | 14                                        | 7   | 1   |        | 51   | 22   | +29   |     |      |
| 1954                                      | 17                                        | 7                                         | 4                                         | 6                                         | ―                                         | ―                                         | ―                                         | ―                                         | ―                                         | ―                                         | ―                                         | ―                                         | 17                                        | 7                                         | 4   | 6   |        | 31   | 28   | +3    |     |      |
| 1955                                      | 27                                        | 10                                        | 10                                        | 7                                         | ―                                         | ―                                         | ―                                         | ―                                         | ―                                         | ―                                         | ―                                         | ―                                         | 27                                        | 10                                        | 10  | 7   |        | 58   | 45   | +13   |     |      |
| 1956                                      | 24                                        | 16                                        | 2                                         | 6                                         | ―                                         | ―                                         | ―                                         | ―                                         | ―                                         | ―                                         | ―                                         | ―                                         | 24                                        | 16                                        | 2   | 6   |        | 48   | 35   | +13   |     |      |
| 1957                                      | 32                                        | 8                                         | 9                                         | 15                                        | ―                                         | ―                                         | ―                                         | ―                                         | ―                                         | ―                                         | ―                                         | ―                                         | 32                                        | 8                                         | 9   | 15  |        | 38   | 57   | -19   |     |      |
| 1958                                      | 36                                        | 20                                        | 7                                         | 9                                         | ―                                         | ―                                         | ―                                         | ―                                         | ―                                         | ―                                         | ―                                         | ―                                         | 36                                        | 20                                        | 7   | 9   |        | 68   | 42   | +26   |     |      |
| 1959                                      | 44                                        | 22                                        | 14                                        | 8                                         | ―                                         | ―                                         | ―                                         | ―                                         | ―                                         | ―                                         | ―                                         | ―                                         | 44                                        | 22                                        | 14  | 8   |        | 85   | 52   | +33   |     |      |
| Estadística consolidada en los años 50.   | Estadística consolidada en los años 50.   | Estadística consolidada en los años 50.   | Estadística consolidada en los años 50.   | Estadística consolidada en los años 50.   | Estadística consolidada en los años 50.   | Estadística consolidada en los años 50.   | Estadística consolidada en los años 50.   | Estadística consolidada en los años 50.   | Estadística consolidada en los años 50.   | Estadística consolidada en los años 50.   | Estadística consolidada en los años 50.   | Estadística consolidada en los años 50.   | Estadística consolidada en los años 50.   | Estadística consolidada en los años 50.   | 304 | 170 | 72     | 62   |      | 638   | 373 | +265 |
| 1960                                      | 44                                        | 16                                        | 13                                        | 15                                        | ―                                         | ―                                         | ―                                         | ―                                         | 4                                         | 2                                         | 1                                         | 1                                         | 48                                        | 18                                        | 14  | 16  |        | 77   | 63   | +14   |     |      |
| 1961                                      | 44                                        | 25                                        | 12                                        | 7                                         | ―                                         | ―                                         | ―                                         | ―                                         | ―                                         | ―                                         | ―                                         | ―                                         | 44                                        | 25                                        | 12  | 7   |        | 95   | 56   | +39   |     |      |
| 1962                                      | 44                                        | 25                                        | 12                                        | 7                                         | ―                                         | ―                                         | ―                                         | ―                                         | 4                                         | 1                                         | 1                                         | 2                                         | 48                                        | 26                                        | 13  | 9   |        | 101  | 54   | +47   |     |      |
| 1963                                      | 48                                        | 27                                        | 9                                         | 12                                        | ―                                         | ―                                         | ―                                         | ―                                         | 3                                         | 0                                         | 1                                         | 2                                         | 51                                        | 27                                        | 10  | 14  |        | 102  | 64   | +38   |     |      |
| 1964                                      | 48                                        | 21                                        | 15                                        | 12                                        | ―                                         | ―                                         | ―                                         | ―                                         | 3                                         | 2                                         | 0                                         | 1                                         | 51                                        | 23                                        | 15  | 13  |        | 93   | 80   | +13   |     |      |
| 1965                                      | 48                                        | 18                                        | 21                                        | 9                                         | ―                                         | ―                                         | ―                                         | ―                                         | ―                                         | ―                                         | ―                                         | ―                                         | 48                                        | 18                                        | 21  | 9   |        | 91   | 65   | +26   |     |      |
| 1966                                      | 52                                        | 23                                        | 12                                        | 17                                        | ―                                         | ―                                         | ―                                         | ―                                         | ―                                         | ―                                         | ―                                         | ―                                         | 52                                        | 23                                        | 12  | 17  |        | 98   | 88   | +10   |     |      |
| 1967                                      | 52                                        | 26                                        | 13                                        | 13                                        | ―                                         | ―                                         | ―                                         | ―                                         | ―                                         | ―                                         | ―                                         | ―                                         | 52                                        | 26                                        | 13  | 13  |        | 109  | 74   | +35   |     |      |
| 1968                                      | 54                                        | 27                                        | 16                                        | 11                                        | ―                                         | ―                                         | ―                                         | ―                                         | 6                                         | 1                                         | 1                                         | 4                                         | 60                                        | 28                                        | 17  | 15  |        | 114  | 77   | +37   |     |      |
| 1969                                      | 59                                        | 30                                        | 17                                        | 12                                        | ―                                         | ―                                         | ―                                         | ―                                         | ―                                         | ―                                         | ―                                         | ―                                         | 59                                        | 30                                        | 17  | 12  |        | 90   | 56   | +34   |     |      |
| Estadística consolidada en los años 60.   | Estadística consolidada en los años 60.   | Estadística consolidada en los años 60.   | Estadística consolidada en los años 60.   | Estadística consolidada en los años 60.   | Estadística consolidada en los años 60.   | Estadística consolidada en los años 60.   | Estadística consolidada en los años 60.   | Estadística consolidada en los años 60.   | Estadística consolidada en los años 60.   | Estadística consolidada en los años 60.   | Estadística consolidada en los años 60.   | Estadística consolidada en los años 60.   | Estadística consolidada en los años 60.   | Estadística consolidada en los años 60.   | 513 | 244 | 144    | 125  |      | 970   | 677 | +293 |
| 1970                                      | 52                                        | 19                                        | 18                                        | 15                                        | ―                                         | ―                                         | ―                                         | ―                                         | ―                                         | ―                                         | ―                                         | ―                                         | 52                                        | 19                                        | 18  | 15  |        | 75   | 57   | +18   |     |      |
| 1971                                      | 58                                        | 32                                        | 13                                        | 13                                        | ―                                         | ―                                         | ―                                         | ―                                         | ―                                         | ―                                         | ―                                         | ―                                         | 58                                        | 32                                        | 13  | 13  |        | 91   | 52   | +39   |     |      |
| 1972                                      | 60                                        | 35                                        | 14                                        | 11                                        | ―                                         | ―                                         | ―                                         | ―                                         | ―                                         | ―                                         | ―                                         | ―                                         | 60                                        | 35                                        | 14  | 11  |        | 91   | 47   | +44   |     |      |
| 1973                                      | 56                                        | 32                                        | 14                                        | 10                                        | ―                                         | ―                                         | ―                                         | ―                                         | 6                                         | 2                                         | 2                                         | 2                                         | 62                                        | 34                                        | 16  | 12  |        | 97   | 52   | +45   |     |      |
| 1974                                      | 57                                        | 28                                        | 12                                        | 17                                        | ―                                         | ―                                         | ―                                         | ―                                         | 10                                        | 6                                         | 2                                         | 2                                         | 67                                        | 34                                        | 14  | 19  |        | 92   | 60   | +32   |     |      |
| 1975                                      | 57                                        | 32                                        | 15                                        | 10                                        | ―                                         | ―                                         | ―                                         | ―                                         | ―                                         | ―                                         | ―                                         | ―                                         | 57                                        | 32                                        | 15  | 10  |        | 88   | 53   | +35   |     |      |
| 1976                                      | 59                                        | 29                                        | 19                                        | 11                                        | ―                                         | ―                                         | ―                                         | ―                                         | 6                                         | 2                                         | 2                                         | 2                                         | 65                                        | 31                                        | 21  | 13  |        | 117  | 72   | +45   |     |      |
| 1977                                      | 57                                        | 24                                        | 18                                        | 15                                        | ―                                         | ―                                         | ―                                         | ―                                         | ―                                         | ―                                         | ―                                         | ―                                         | 57                                        | 24                                        | 18  | 15  |        | 85   | 67   | +18   |     |      |
| 1978                                      | 59                                        | 24                                        | 20                                        | 15                                        | ―                                         | ―                                         | ―                                         | ―                                         | ―                                         | ―                                         | ―                                         | ―                                         | 59                                        | 24                                        | 20  | 15  |        | 100  | 85   | +15   |     |      |
| 1979                                      | 47                                        | 18                                        | 11                                        | 18                                        | ―                                         | ―                                         | ―                                         | ―                                         | 6                                         | 2                                         | 2                                         | 2                                         | 53                                        | 20                                        | 13  | 20  |        | 85   | 74   | +11   |     |      |
| Estadística consolidada en los años 70.   | Estadística consolidada en los años 70.   | Estadística consolidada en los años 70.   | Estadística consolidada en los años 70.   | Estadística consolidada en los años 70.   | Estadística consolidada en los años 70.   | Estadística consolidada en los años 70.   | Estadística consolidada en los años 70.   | Estadística consolidada en los años 70.   | Estadística consolidada en los años 70.   | Estadística consolidada en los años 70.   | Estadística consolidada en los años 70.   | Estadística consolidada en los años 70.   | Estadística consolidada en los años 70.   | Estadística consolidada en los años 70.   | 590 | 285 | 162    | 143  |      | 921   | 619 | +302 |
| 1980                                      | 53                                        | 19                                        | 19                                        | 15                                        | ―                                         | ―                                         | ―                                         | ―                                         | ―                                         | ―                                         | ―                                         | ―                                         | 53                                        | 19                                        | 19  | 15  |        | 86   | 81   | +5    |     |      |
| 1981                                      | 55                                        | 21                                        | 17                                        | 17                                        | ―                                         | ―                                         | ―                                         | ―                                         | ―                                         | ―                                         | ―                                         | ―                                         | 55                                        | 21                                        | 17  | 17  |        | 74   | 67   | +7    |     |      |
| 1982                                      | 61                                        | 25                                        | 15                                        | 21                                        | ―                                         | ―                                         | ―                                         | ―                                         | ―                                         | ―                                         | ―                                         | ―                                         | 61                                        | 25                                        | 15  | 21  |        | 85   | 69   | +16   |     |      |
| 1983                                      | 56                                        | 27                                        | 17                                        | 12                                        | ―                                         | ―                                         | ―                                         | ―                                         | ―                                         | ―                                         | ―                                         | ―                                         | 56                                        | 27                                        | 17  | 12  |        | 76   | 51   | +25   |     |      |
| 1984                                      | 54                                        | 22                                        | 21                                        | 11                                        | ―                                         | ―                                         | ―                                         | ―                                         | ―                                         | ―                                         | ―                                         | ―                                         | 54                                        | 22                                        | 21  | 11  |        | 78   | 43   | +35   |     |      |
| 1985                                      | 54                                        | 22                                        | 19                                        | 13                                        | ―                                         | ―                                         | ―                                         | ―                                         | 6                                         | 1                                         | 3                                         | 2                                         | 60                                        | 23                                        | 22  | 15  |        | 88   | 74   | +14   |     |      |
| 1986                                      | 56                                        | 26                                        | 17                                        | 13                                        | ―                                         | ―                                         | ―                                         | ―                                         | ―                                         | ―                                         | ―                                         | ―                                         | 56                                        | 26                                        | 17  | 13  |        | 81   | 48   | +33   |     |      |
| 1987                                      | 56                                        | 31                                        | 20                                        | 5                                         | ―                                         | ―                                         | ―                                         | ―                                         | ―                                         | ―                                         | ―                                         | ―                                         | 56                                        | 31                                        | 20  | 5   |        | 101  | 55   | +46   |     |      |
| 1988                                      | 54                                        | 34                                        | 12                                        | 8                                         | ―                                         | ―                                         | ―                                         | ―                                         | 6                                         | 2                                         | 0                                         | 4                                         | 60                                        | 36                                        | 12  | 12  |        | 106  | 38   | +56   |     |      |
| 1989                                      | 34                                        | 16                                        | 13                                        | 5                                         | 10                                        | 7                                         | 2                                         | 1                                         | 10                                        | 5                                         | 3                                         | 2                                         | 54                                        | 28                                        | 18  | 8   |        | 83   | 41   | +42   |     |      |
| Estadística consolidada en los años 80.   | Estadística consolidada en los años 80.   | Estadística consolidada en los años 80.   | Estadística consolidada en los años 80.   | Estadística consolidada en los años 80.   | Estadística consolidada en los años 80.   | Estadística consolidada en los años 80.   | Estadística consolidada en los años 80.   | Estadística consolidada en los años 80.   | Estadística consolidada en los años 80.   | Estadística consolidada en los años 80.   | Estadística consolidada en los años 80.   | Estadística consolidada en los años 80.   | Estadística consolidada en los años 80.   | Estadística consolidada en los años 80.   | 565 | 258 | 178    | 129  |      | 858   | 567 | +291 |
| 1990                                      | 40                                        | 14                                        | 13                                        | 13                                        | ―                                         | ―                                         | ―                                         | ―                                         | ―                                         | ―                                         | ―                                         | ―                                         | 40                                        | 14                                        | 13  | 13  |        | 51   | 43   | +8    |     |      |
| 1991                                      | 46                                        | 19                                        | 17                                        | 10                                        | ―                                         | ―                                         | ―                                         | ―                                         | ―                                         | ―                                         | ―                                         | ―                                         | 46                                        | 19                                        | 17  | 10  |        | 72   | 54   | +18   |     |      |
| 1992                                      | 52                                        | 19                                        | 18                                        | 15                                        | ―                                         | ―                                         | ―                                         | ―                                         | ―                                         | ―                                         | ―                                         | ―                                         | 52                                        | 19                                        | 18  | 15  |        | 61   | 56   | +5    |     |      |
| 1993                                      | 50                                        | 18                                        | 16                                        | 16                                        | ―                                         | ―                                         | ―                                         | ―                                         | ―                                         | ―                                         | ―                                         | ―                                         | 50                                        | 18                                        | 16  | 16  |        | 60   | 55   | +5    |     |      |
| 1994                                      | 58                                        | 28                                        | 11                                        | 19                                        | ―                                         | ―                                         | ―                                         | ―                                         | ―                                         | ―                                         | ―                                         | ―                                         | 58                                        | 28                                        | 11  | 19  |        | 105  | 73   | +32   |     |      |
| 1995                                      | 30                                        | 5                                         | 13                                        | 12                                        | ―                                         | ―                                         | ―                                         | ―                                         | 10                                        | 4                                         | 3                                         | 3                                         | 40                                        | 9                                         | 16  | 15  |        | 56   | 65   | -9    |     |      |
| 1995-96                                   | 60                                        | 28                                        | 10                                        | 22                                        | ―                                         | ―                                         | ―                                         | ―                                         | ―                                         | ―                                         | ―                                         | ―                                         | 60                                        | 28                                        | 10  | 22  |        | 92   | 72   | +20   |     |      |
| 1996-97                                   | 72                                        | 22                                        | 20                                        | 30                                        | ―                                         | ―                                         | ―                                         | ―                                         | 8                                         | 4                                         | 1                                         | 3                                         | 80                                        | 26                                        | 21  | 33  |        | 101  | 99   | +2    |     |      |
| 1998                                      | 56                                        | 17                                        | 21                                        | 18                                        | ―                                         | ―                                         | ―                                         | ―                                         | 8                                         | 4                                         | 1                                         | 3                                         | 64                                        | 21                                        | 22  | 21  |        | 72   | 80   | -8    |     |      |
| 1999                                      | 50                                        | 16                                        | 24                                        | 10                                        | ―                                         | ―                                         | ―                                         | ―                                         | 6                                         | 2                                         | 1                                         | 3                                         | 56                                        | 18                                        | 25  | 13  |        | 71   | 66   | +5    |     |      |
| Estadística consolidada en los años 90.   | Estadística consolidada en los años 90.   | Estadística consolidada en los años 90.   | Estadística consolidada en los años 90.   | Estadística consolidada en los años 90.   | Estadística consolidada en los años 90.   | Estadística consolidada en los años 90.   | Estadística consolidada en los años 90.   | Estadística consolidada en los años 90.   | Estadística consolidada en los años 90.   | Estadística consolidada en los años 90.   | Estadística consolidada en los años 90.   | Estadística consolidada en los años 90.   | Estadística consolidada en los años 90.   | Estadística consolidada en los años 90.   | 546 | 200 | 169    | 177  |      | 741   | 663 | +78  |
| 2000                                      | 44                                        | 17                                        | 18                                        | 9                                         | ―                                         | ―                                         | ―                                         | ―                                         | 10                                        | 4                                         | 5                                         | 1                                         | 44                                        | 17                                        | 18  | 9   |        | 81   | 61   | +20   |     |      |
| 2001                                      | 50                                        | 19                                        | 10                                        | 21                                        | ―                                         | ―                                         | ―                                         | ―                                         | 10                                        | 5                                         | 2                                         | 3                                         | 60                                        | 24                                        | 12  | 24  |        | 86   | 76   | +10   |     |      |
| 2002                                      | 44                                        | 11                                        | 13                                        | 20                                        | ―                                         | ―                                         | ―                                         | ―                                         | ―                                         | ―                                         | ―                                         | ―                                         | 44                                        | 11                                        | 13  | 20  |        | 42   | 52   | -10   |     |      |
| 2003                                      | 48                                        | 21                                        | 11                                        | 16                                        | ―                                         | ―                                         | ―                                         | ―                                         | ―                                         | ―                                         | ―                                         | ―                                         | 48                                        | 21                                        | 11  | 16  |        | 60   | 51   | +9    |     |      |
| Estadística consolidada en los años 00's. | Estadística consolidada en los años 00's. | Estadística consolidada en los años 00's. | Estadística consolidada en los años 00's. | Estadística consolidada en los años 00's. | Estadística consolidada en los años 00's. | Estadística consolidada en los años 00's. | Estadística consolidada en los años 00's. | Estadística consolidada en los años 00's. | Estadística consolidada en los años 00's. | Estadística consolidada en los años 00's. | Estadística consolidada en los años 00's. | Estadística consolidada en los años 00's. | Estadística consolidada en los años 00's. | Estadística consolidada en los años 00's. | 196 | 73  | 54     | 69   |      | 269   | 240 | +29  |
| Consolidado Total                         |                                           |                                           |                                           |                                           |                                           |                                           |                                           |                                           |                                           |                                           |                                           |                                           | 2760                                      | 1261                                      | 784 | 715 |        | 4558 | 3221 | +1337 |     |      |
| 1. 2. 3.                                  |                                           |                                           |                                           |                                           |                                           |                                           |                                           |                                           |                                           |                                           |                                           |                                           |                                           |                                           |     |     |        |      |      |       |     |      |

### Palmarés de Millonarios bajo su mandato
En negrita las competiciones vigentes en la actualidad.
Torneos nacionales (14)
| Competición nacional       | Títulos                                                                       | Subtítulos                                               |
| -------------------------- | ----------------------------------------------------------------------------- | -------------------------------------------------------- |
| Organizados por FCF        |                                                                               |                                                          |
| Categoría Primera A (13/9) | 1949, 1951, 1952, 1953, 1959, 1961, 1962, 1963, 1964, 1972, 1978, 1987, 1988. | 1950, 1956, 1958, 1967, 1973, 1975, 1984, 1994, 1995-96. |
| Copa Colombia (1/0)        | 1952-53                                                                       |                                                          |

Torneos internacionales (3)
| Competición internacional       | Títulos                   | Subtítulos |
| ------------------------------- | ------------------------- | ---------- |
| Organizados por FIFA y CONMEBOL |                           |            |
| Copa Merconorte (1/1)           | 2001.                     | 2000.      |
| Organizados por FVF             |                           |            |
| Copa Simón Bolívar (1/0)        | 1972. (Récord compartido) |            |
| Pequeña Copa del Mundo* (1)     | 1953 (invierno).          |            |

(*) Algunos clubes la contabilizan en su propio palmarés personal.
Torneos regionales (9)
| Competición regional                          | Títulos                                   | Subtítulos |
| --------------------------------------------- | ----------------------------------------- | ---------- |
| Organizados por LFC y LFB                     |                                           |            |
| Liga de fútbol de Cundinamarca (7)            | 1941, 1943, 1944, 1945, 1946, 1947, 1948. |            |
| Asociación deportiva de Bogotá (1)            | 1940.                                     |            |
| Campeonato interdepartamental de Colombia (1) | 1947.                                     |            |

## Plano personal
Sus bisabuelos eran de oriundos de Curazao y Antioquía, sus abuelos y sus padres fueron barranquilleros. Tras quedar huérfano a sus 13 años de edad y siendo el mayor de sus hermanos comenzó a trabajar en una reconocida multinacional como mensajero al poco tiempo fue ascendido y nombrado como gerente en la ciudad Cali y luego en Bogotá en donde logra consolidar gracias a sus grandes influencias su sueño de crear un equipo de fútbol profesional (Millonarios) y su respectiva liga (Dimayor).
Paralelamente a su etapa como dirigente deportivo Alfonso también fue cofundador y miembro de la junta directiva de Fenalco, Agencia de Aduanas, entre otras entidades.
Al momento de su fallecimiento Senior contaba con un total de 37 descendientes (9 hijos, 15 nietos y 13 biznietos).

## Anexos
- Anexo:Presidentes de Millonarios Fútbol Club